# Veľký Lapáš
Veľký Lapáš (ungarisch Nagylapás) ist eine Gemeinde im Westen der Slowakei mit 2101 Einwohnern (Stand 31. Dezember 2024), die zum Okres Nitra, einem Teil des Nitriansky kraj gehört.

## Geographie

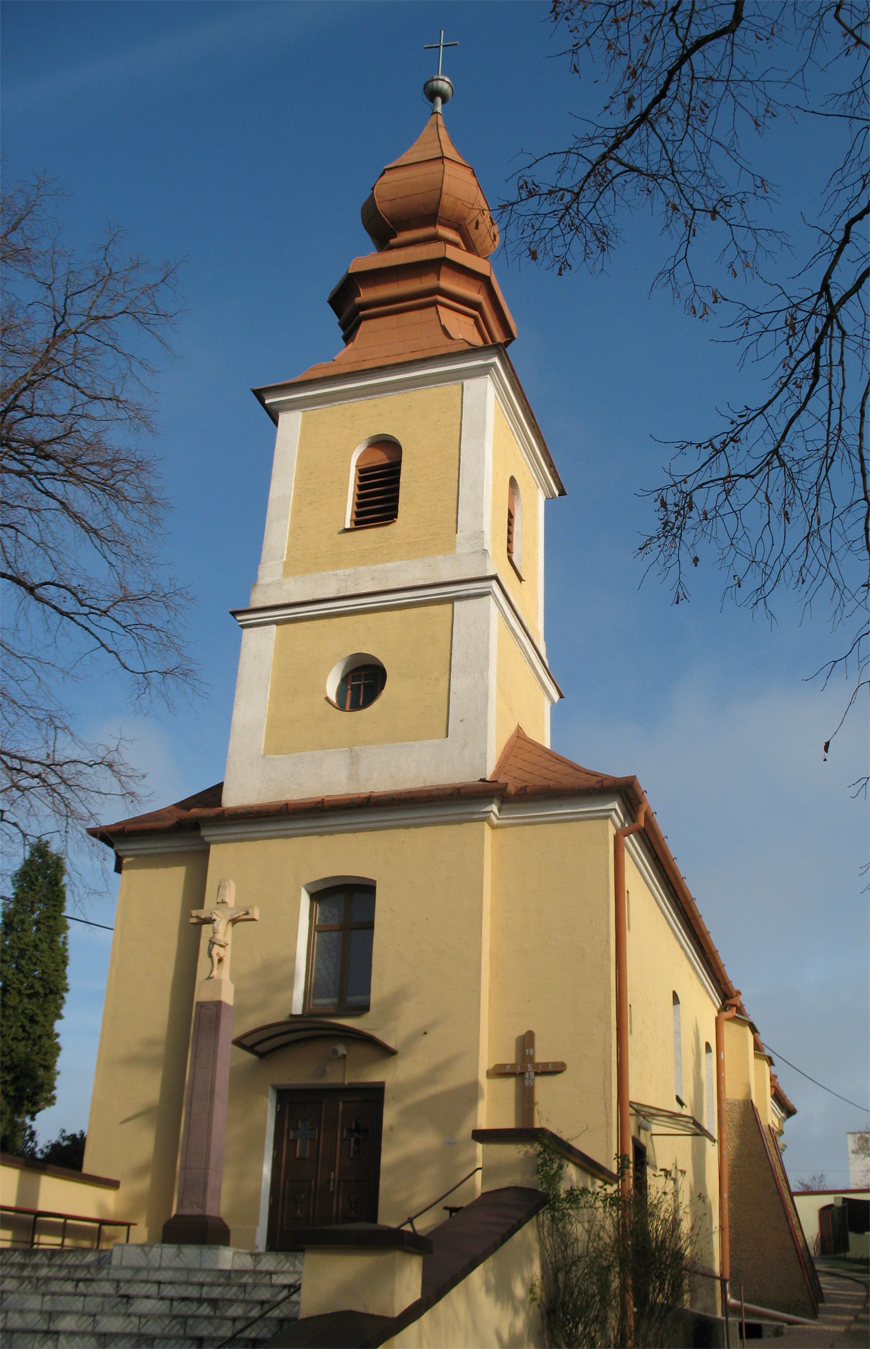
Kirche in Veľký Lapáš

Die Gemeinde befindet sich im Westteil des Hügellands Žitavská pahorkatina (Teil des Donauhügellands) am mittleren Lauf des Baches Kadaň. Das wenig mehr als 8,1 km² große Gemeindegebiet ist entwaldet und von Schwarz- und Braunböden bedeckt. Das Ortszentrum liegt auf einer Höhe von 160 m n.m. und ist neun Kilometer von Nitra entfernt.

## Geschichte
Der Ort wurde zum ersten Mal 1113 in den Zoborer Urkunden als Lapas und die dazugehörende Pfarrei 1156 schriftlich erwähnt. Das Dorf gehörte zur Zoborer Abtei sowie zur Burg Neutra. Im 13. Jahrhundert kam es zum Besitz des Landadels. Im 18. Jahrhundert kam es zu mehreren Aufständen gegen die Besitzer. 1828 sind 67 Häuser und 466 Einwohner verzeichnet. 1882 brannte das Dorf vollständig aus. Nach wie vor lebt die Bevölkerung überwiegend von Landwirtschaft.
1960–1990 war Veľký Lapáš zusammen mit dem Nachbarort Malý Lapáš in der Gemeinde Lapáš fusioniert.

## Bevölkerung
| Jahr                | 1994 | 2004    | 2014    | 2024     |
| ------------------- | ---- | ------- | ------- | -------- |
| Anzahl der Personen | 1106 | 1171    | 1212    | 2101     |
| Unterschied         |      | +5,87 % | +3,50 % | +73,34 % |

| Jahr                | 2023 | 2024    |
| ------------------- | ---- | ------- |
| Anzahl der Personen | 2052 | 2101    |
| Unterschied         |      | +2,38 % |

Ergebnisse nach der Volkszählung 2001 (1133 Einwohner):
| Nach Ethnie: - 98,41 % Slowaken - 1,24 % Magyaren - 0,26 % Tschechen | Nach Konfession: - 94,53 % römisch-katholisch - 2,47 % keine Angabe - 2,38 % konfessionslos - 0,53 % evangelisch |

## Sehenswürdigkeiten
- römisch-katholische Kirche Unbefleckte Empfängnis aus dem Jahr 1715

## Gemeindepartnerschaften
- Piliscsaba, Ungarn, seit 2004